# لعنة الموارد
تشير لعنة الموارد المعروفة أيضًا باسم مفارقة الوفرة إلى التناقض المتمثل في أن البلدان التي لديها وفرة من الموارد الطبيعية (مثل الوقود الأحفوري وبعض المعادن) تميل إلى تحقيق نمو اقتصادي أقل، وديمقراطية أقل، ونتائج إنمائية أسوأ من البلدان التي تمتلك موارد طبيعية أقل. هناك العديد من النظريات والكثير من النقاش الأكاديمي حول أسباب هذه النتائج السلبية واستثناءاتها. يعتقد معظم الخبراء أن لعنة الموارد ليست عالمية أو حتمية، لكنها تؤثر على أنواع معينة من البلدان أو المناطق في ظل ظروف معينة.

## فكرة لعنة الموارد
بدأت تظهر فكرة أن الموارد قد تكون لعنة اقتصادية أكثر من كونها نعمة في المناقشات حول المشاكل الاقتصادية في البلدان منخفضة الدخل ومتوسطة الدخل خلال الخمسينيات والستينيات من القرن العشرين. ولكن عام 1711، كتبت المجلة الأسبوعية «ذا سبكتيتور»: «لوحظ بشكل عام، أنه في البلدان ذات الوفرة الأكبر يعيش أفقر الناس»، إذا هذه الملاحظة ليست جديدة. عام 1993، استخدم ريتشارد أوتي  مصطلح لعنة الموارد أول مرة لوصف كيف كانت البلدان الغنية بالموارد المعدنية غير قادرة على استخدام تلك الثروة لتعزيز اقتصاداتها وكيف كان لهذه البلدان نمو اقتصادي أقل من البلدان التي ليس لديها وفرة من مصادر الموارد الطبيعية. خلُصت دراسة مؤثرة أجراها جيفري ساكس وأندرو وارنر إلى وجود علاقة قوية بين وفرة الموارد الطبيعية وضعف النمو الاقتصادي. قيّمت مئات الدراسات حتى الآن آثار وفرة الموارد على مجموعة واسعة من النتائج الاقتصادية، وقدمت العديد من التفسيرات لكيفية حدوث لعنة الموارد أوقات حدوثها وهوية ضحاياها. في حين أن «تشبيهها باليانصيب» قد يعطي تفسيرًا مقبولًا، يبقى لهذا التفسير أو التشبيه العديد من أوجه القصور. شبّه العديد من المراقبين لعنة الموارد بالصعوبات التي يواجهها الفائزون في اليانصيب الذين يكافحون من أجل إدارة الآثار الجانبية المعقدة للثروة التي حصلوا عليها حديثًا.
تحولت المنح والمساعدات الدراسية حول لعنة الموارد بشكل متزايد نحو تفسير سبب نجاح بعض البلدان الغنية بالموارد وأسباب فشل دول أخرى، بدل التركيز على التحقيق في الآثار الاقتصادية للموارد الطبيعية. تشير الأبحاث إلى أن الطريقة التي يُنفق بها دخل الموارد، إضافة إلى نظام الحكم والجودة المؤسساتية ونوعية الموارد والدخول في النشاط الصناعي باكرًا أو في وقت متأخر، قد استخدمت جميعها لتفسير نجاحات الدول وإخفاقاتها.
منذ العام 2018، برزت مناقشة جديدة بشأن إمكانية وجود لعنة موارد متعلقة بالمواد الضرورية للطاقة المتجددة. يمكن أن يهم هذا الأمر الدول التي لديها موارد طاقة متجددة وفيرة مثل أشعة الشمس، أو مواد مهمة لتكنولوجيات الطاقة المتجددة مثل النيوديميوم أو الكوبالت أو الليثيوم.

## التأثيرات الاقتصادية
يصنف صندوق النقد الدولي 51 دولة على أنها «غنية بالموارد». هذه هي البلدان التي تحقق 20% من صادراتها على الأقل أو 20% من إيراداتها المالية من الموارد الطبيعية غير المتجددة. 29 من هذه البلدان منخفضة الدخل ومتوسطة الدخل. تشمل الخصائص المشتركة لهذه البلدان الـ 29 ما يلي:
- اعتمادها الشديد على ثروة الموارد في الإيرادات المالية أو مبيعات التصدير أو كليهما.
- معدلات ادخار منخفضة.
- ضعف الأداء الاقتصادي والنمو.
- إيرادات الموارد غير المضمونة (يمكن أن تتلاشى في أي لحظة).[12]

وجدت دراسة شمولية عام 2016 دعمًا ضعيفًا للفرضية القائلة بأن وفرة الموارد تؤثر سلبًا على النمو الاقتصادي على المدى الطويل. لاحظ المؤلفون أن «40% تقريبًا من الأوراق التجريبية وجدت تأثيرًا سلبيًا، بينما لم تجد 40% أخرى أي تأثير، ولم تجد سوى 20% تأثيرًا إيجابيًا». لكن «الدعم الإجمالي لفرضية لعنة الموارد يكون ضعيفًا عند أخذ احتمال التحيز في النشر وعدم تجانس طريقة البحثي بعين الاعتبار. وجدت دراسة نشرت عام 2011 في مجلة «الدراسات السياسية المقارنة» أن «ثروة الموارد الطبيعية يمكن أن تكون إما نعمة أو لعنة وأن التمييز يتعلّق بعوامل محلية ودولية، وكلاهما قابل للتغيير من خلال السياسة العامة، أي من خلال بناء رأس المال البشري وتحقيق الانفتاح الاقتصادي ».

### المرض الهولندي
ظهر المرض الهولندي لأول مرة بعد أن اكتشف الهولنديون حقلًا ضخمًا للغاز الطبيعي في جرونينجن عام 1959. سعت هولندا إلى استغلال هذا المورد في محاولة لتصدير الغاز من أجل جني الأرباح. لكن، عندما بدأ الغاز في التدفق خارج البلاد، انخفضت قدرتها على المنافسة ضد صادرات الدول الأخرى. مع تركيز هولندا بشكل أساسي على صادرات الغاز الجديدة، بدأت قيمة العملة الهولندية في الارتفاع، ما أضر بقدرة البلاد على تصدير منتجات أخرى. مع نمو سوق الغاز وتقلص اقتصاد التصدير، بدأت هولندا تعاني الركود الاقتصادي. وقد شوهدت هذه العملية في العديد من البلدان حول العالم بما في ذلك على سبيل المثال لا الحصر فنزويلا (موردها النفط) وأنغولا (مواردها الماس والنفط) وجمهورية الكونغو الديمقراطية (موردها الماس) والعديد من الدول الأخرى. وتعتبر جميع هذه البلدان مصابة بـ«لعنة الموارد».
يجعل المرض الهولندي السلع القابلة للتداول أقل تنافسية في الأسواق العالمية. في غياب التلاعب بالعملة أو ربط العملة، يمكن أن يؤدي ارتفاع قيمة العملة إلى الإضرار بالقطاعات الأخرى، ما يؤدي إلى ميزانٍ تجاري غير مواتٍ. عندما تصبح الواردات أرخص في جميع القطاعات، يعاني التوظيف الداخلي وتعاني معه البنية التحتية للمهارات وقدرات الأمة التصنيعية. أثرت هذه المشكلة تاريخيًا على الاقتصاد المحلي للإمبراطوريات الكبيرة بما في ذلك روما خلال انتقالها إلى نظام الجمهورية في عام 509 قبل الميلاد، والمملكة المتحدة خلال ذروة إمبراطوريتها الاستعمارية. للتعويض عن فقدان العمالة المحلية للفرص، تُستخدم الموارد الحكومية لخلق فرص عمل بشكل مصطنع. عادة ما يؤدي تزايد الإيرادات الوطنية إلى زيادة في الإنفاق الحكومي على الصحة والرعاية الاجتماعية والعسكرية والبنية التحتية العامة، وإذا حصلت تلك الزيادة بطريقة فاسدة أو غير فعالة، فقد تشكل عبئًا على الاقتصاد. في حين أن الانخفاضَ في القطاعات المعرضة للمنافسة الدولية ومن ثم الاعتماد الأكبر على إيرادات الموارد الطبيعية يترك الاقتصادَ عرضةً لتقلبات أسعار الموارد الطبيعية، تمكن إدارة ذلك التقلب عن طريق الاستخدام الفعال والفعال لأدوات التحوط مثل العقود الآجلة والمستقبلية، والخيارات والمبادلات. لكن إذا أدير التقلّب بشكل غير فعال أو فاسد، فقد يؤدي ذلك إلى نتائج كارثية. بما أن الإنتاجية تزداد بشكل عام في قطاع التصنيع أسرع من زيادتها في القطاعات الحكومية، فإن الاقتصاد سيحقق مكاسب إنتاجية أقل من ذي قبل.
حسب دراسة أجريت عام 2020، تؤدي اكتشافات الموارد العملاقة إلى ارتفاع كبير في سعر الصرف الحقيقي للعملة الوطنية.

### تأثير وفرة الموارد على عدم المساواة بين الجنسين
تربط الأبحاث عدم المساواة بين الجنسين في الشرق الأوسط بوفرة الموارد، كما تربطها في نيجيريا بالسياسات البترولية – الجنسية. بحسب مايكل روس:
يؤثر إنتاج النفط على العلاقات بين الجنسين عبر الحد من وجود المرأة ضمن القوى العاملة. إن فشل النساء في الانضمام إلى القوى العاملة غير الزراعية له عواقب اجتماعية عميقة: فهو يؤدي إلى ارتفاع معدلات الخصوبة وانخفاض مستوى التعليم لدى الفتيات وتراجع تأثير الإناث داخل أسرهنّ. بالإضافة إلى أن له عواقب سياسية بعيدة المدى: عندما يعمل عدد أقل من النساء خارج المنزل، يقل احتمال تبادلهن المعلومات وتغلبهنّ على مشاكل العمل الجماعي، كما يقل احتمال تعبئتهنّ سياسيًا وتتراجع قدراتهن على الضغط من أجل تحصيل حقوقهن الموسعة،  ويصبحن أقل احتمالًا للحصول على تمثيل في الحكومة. يترك كل هذا للدول المنتجة للنفط ثقافات أبوية ومؤسسات سياسية قوية بشكل غير عادي.
وبالمثل، وجدت دراسة في الولايات المتحدة أن وفرة الموارد تساهم في عدم المساواة بين الجنسين: تؤدي وفرة الموارد إلى انخفاض مستويات مشاركة الإناث في القوى العاملة وانخفاض ماركتهن في الانتخابات وقلة المقاعد التي تشغلها النساء في الهيئات التشريعية.